# Geschichte Réunions
Die Geschichte Réunions umfasst die Entwicklungen auf dem Gebiet des französischen Übersee-Departements Réunion von der Urgeschichte bis zur Gegenwart. Die Insel Réunion ist heute ein Übersee-Département und eine Region Frankreichs.

## Indischer Ozean vor der Ankunft der Europäer
Vor der Ankunft der ersten Europäer im 16. Jahrhundert wurde der Indische Ozean nur von Arabern und Austronesiern erforscht. Bereits im 10. Jahrhundert war Réunion bei arabischen Seefahrern als diva maghrebin („Westinsel“) bekannt. Das benachbarte Mauritius wurde diva harab („verlassene Insel“ oder „Wüsteninsel“) und Rodrigues diva mashriq („Ostinsel“) genannt.
Die Schiffe der Araber, die Dhaus, waren widerstandsfähig genug, um den heftigen Monsunstürmen im Indischen Ozean zu widerstehen. Die Araber beherrschten vom 7. Jahrhundert an bis zu den Forschungsreisen des Portugiesen Vasco da Gama allein den Seeweg über die Molukken nach Indien und China. Diese marine Überlegenheit der Araber garantierte ihnen eine weitgehende Kontrolle des Handels mit Seide, Gewürzen und anderen exotischen Handelsgütern. Die Handelsrouten der Araber verbanden Ostafrika und Madagaskar mit der Arabischen Halbinsel, Indien und Indonesien. Entdeckt wurden die Maskarenen möglicherweise im Zuge eines tropischen Wirbelsturms; eine der ersten überlieferten Bezeichnungen für die Inselgruppe stammt von einem arabischen Seefahrer namens Suhliman, der die Inseln Tirakka nannte.

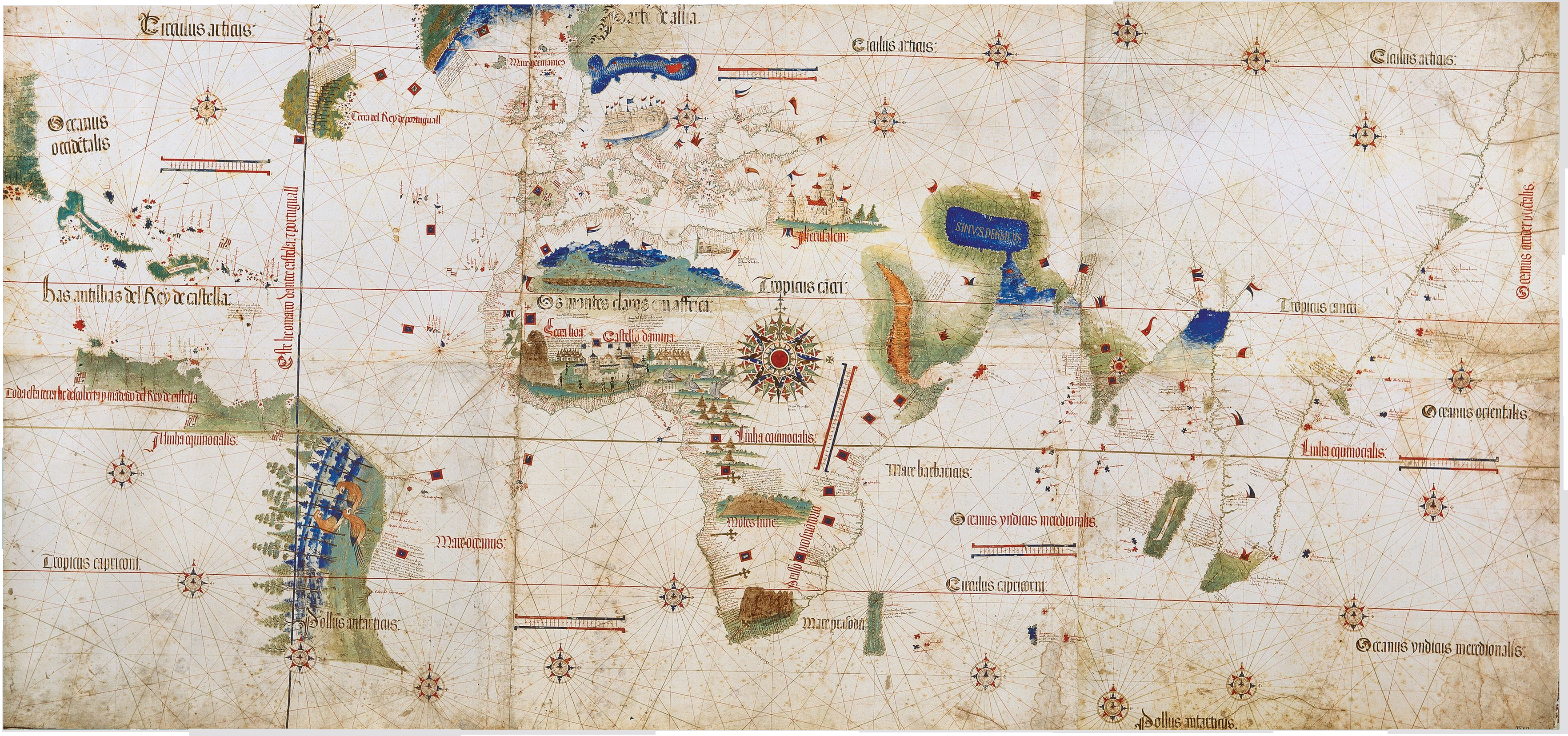
Cantino Planisphere, 1502

Zum ersten Mal erschienen die Maskarenen, zu denen auch Réunion gehört, im Jahre 1502 auf einer europäischen Seekarte, und zwar auf einer Kopie einer arabischen Karte von Alberto Cantino; dieser bezeichnete dort Réunion als Dina Margabim, Mauritius als Dina Arobi und Rodrigues als Dina Mozare. Auch mehrere andere portugiesische Kartographen stellten die drei Inseln dar und gaben so einen Hinweis auf ihre frühere Entdeckung durch die Araber. Als wahrscheinlich gilt auch, dass Araber und Malaien Ende des 14. Jahrhunderts oder Anfang des 15. Jahrhunderts auf der benachbarten Insel Mauritius landeten, worauf auch verschiedene später dort von Europäern gefundene Inschriften hindeuten.

## Anfänge des Kolonialismus im Indischen Ozean
Erst 1498 erreichte der Portugiese Vasco da Gama über die Südspitze Afrikas den Indischen Ozean, durchfuhr auf seinem Weg nach Kalikut den Kanal von Mosambik und erforschte Mosambik und die Insel Madagaskar. Bei seinem kurzen Aufenthalt auf Madagaskar verwüstete da Gama mit seiner Mannschaft die Stadt Kingani im Norden der Insel und leitete die Ära der europäischen Kolonisierung des Indischen Ozeans ein.
Nach den Portugiesen begannen nacheinander auch die Engländer, Holländer und Franzosen mit der Kolonisierung der Region, entdeckten die Inseln neu und gründeten Niederlassungen, wobei sie sich insbesondere auch der Arbeitskraft von Sklaven aus Afrika und Madagaskar bedienten.

## Von der Entdeckung bis zur Besiedlung
Bei der Erforschung der für die Europäer geeigneten Seerouten auf dem Weg nach Indien entdeckte der portugiesische Seefahrer Pedro Mascarenhas am 9. Februar 1512 die später nach ihm benannten Maskarenen. Genauso wie viele andere damaligen Seefahrer ihre Entdeckungen nach den Heiligen des Tages der Entdeckung benannten, gab auch er der Insel Réunion zu Ehren der Heiligen Apollonia den Namen nach der Santa Apollonia.
Erst über hundert Jahre nach der Entdeckung, am 23. März 1613, betrat der englische Freibeuter Blackwell (nach anderen Quellen ein holländischer Admiral namens Verhuff) die Insel und nannte sie England's forest („Englands Wald“). Er beschrieb eine paradiesische, unberührte Insel mit zahlreichen Wasserläufen und üppiger Fauna: Schildkröten, Papageien, Dodos, Turteltauben, Enten, Gänse, Wildschweine, Aale, alle „außerordentlich einfach zu fangen“.
Am 25. Juni 1638 wurden die Maskarenen erstmals formell von Frankreich beansprucht. Eine zweite formelle Inbesitznahme erfolgte am 29. Juni 1642, als die Franzosen bei Saint-Paul erstmals auf Réunion landeten.
1646 wurden zwölf Meuterer aus Fort Dauphin, einem kleinen Handelsstützpunkt auf dem Seeweg nach Indien im Süden Madagaskars, für drei Jahre auf Réunion ausgesetzt. Am 7. September 1649 wurden sie nach Fort Dauphin zurückgebracht, wobei, Berichten zufolge, einige der Verbannten nur widerwillig zurückkehrten.
Die verlockenden Beschreibungen der zurückgekehrten Meuterer lenkten das Interesse des französischen Gouverneurs auf Madagaskar, Étienne de Flacourt, auf die Insel. Mit dem Schiff Saint Laurent nahm er Réunion zum dritten Mal in Besitz und gab ihr dem französischen Königshaus der Bourbonen zu Ehre den Namen Île Bourbon („Insel Bourbon“). Er ließ vier Färsen und einen Stier auf der Insel zurück; ansonsten blieb die Insel weiterhin unberührt.
1654 wurde die Île Bourbon zum zweiten Mal vorübergehend von Kleinkriminellen besiedelt.
Am 10. November 1663 ankerte die Saint Charles vor Saint-Paul bei der Grotte des Premiers Français. Die Franzosen besetzten die Île Bourbon und machten sie zu einer vollwertigen Kolonie Frankreichs. Die neue Kolonie war zugleich die erste französische Niederlassung im Indischen Ozean.

## Compagnie des Indes

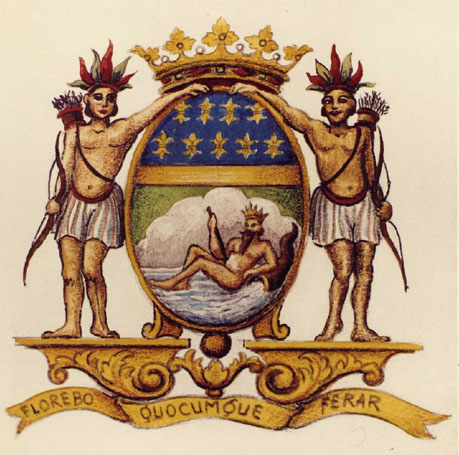
Wappen der Compagnie des Indes Orientales mit der Devise „Florebo quocumque ferar“ (dt. „Ich blühe überall dort, wo ich gepflanzt werde“).

Während eines Jahrhunderts, von 1665 bis 1764, wurde die Réunion direkt von der Compagnie des Indes („Indien-Kompanie“) verwaltet, die vom französischen König eine entsprechende Konzession erhalten hatte. 1665 nahm der erste Gouverneur der Île Bourbon, Étienne Régnault, Vertreter der Compagnie des Indes, seine Tätigkeit auf der Insel auf. Die Kolonialverwaltung errichtete die ersten Siedlungen für die zunächst 30 bis 35 Einwohner der Insel, begann mit der Ausbeutung der Schätze der Insel (Schildkröten, Dodos, Wild …) und vergab die ersten Handelskonzessionen. Die erste Kolonie, Camp Jacques, lag an der Mündung der Lagune von Saint-Paul.
Der endgültige Startschuss für die Kolonisierung der Insel fiel mit der Ankunft der ersten französischen Siedler. Begleitet wurden sie von Arbeitskräften aus Madagaskar, die zwar offiziell (noch) keine Sklaven waren (sondern serviteurs, also „Diener“), de facto aber den Siedlern der Compagnie stets zu Diensten zu stehen hatten. 1667 wurde das erste bekannte Kind auf der Insel geboren, aber wahrscheinlich hatten bereits die ersten madagassischen Frauen, die 1663 mit Louis Payen auf der Insel angekommen waren, Kinder zur Welt gebracht.
1667 wurden Saint-Denis, die heutige Hauptstadt Réunions, und Sainte-Suzanne gegründet; bis 1671 steigt die Einwohnerzahl der Île Bourbon auf 76. 1674 wurden die Überlebenden des Massakers von Fort Dauphin auf der Insel aufgenommen, die damit auch zum einzigen verbleibenden französischen Stützpunkt auf dem Seeweg nach Indien wurde. Die Insel zählte zum damaligen Zeitpunkt 150 Einwohner und geriet im Mutterland für einige Jahre in Vergessenheit, gedieh aber dennoch weiter.
Erst im Jahr 1680 versuchte Pater Bernardin, die Aufmerksamkeit König Ludwig XIV. wieder auf die Île Bourbon zu lenken. 1686 lebten auf La Réunion 216 Einwohner, und 1689 wurde De Vauboulon als erster Administrator und Gesetzgeber auf die Insel entsandt. Die Bedeutung der Île Bourbon für den Seeweg nach Indien wurde aber im Mutterland erst um 1700 erkannt, wodurch die Bevölkerungszahl stark anstieg: 1704 zählt die Insel bereits 734 Einwohner.

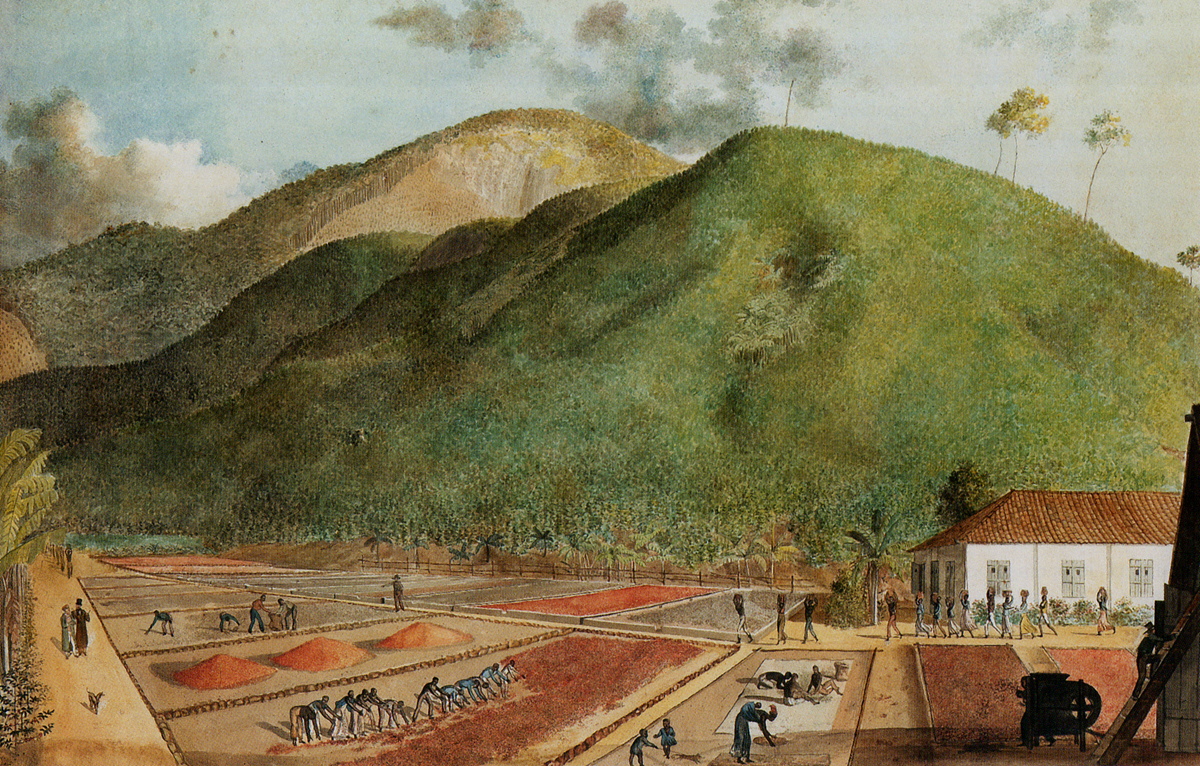
Kaffeeanbau auf La Reunion

Ab 1718 wurde Kaffee auf der Insel angebaut. Damit begann eine Phase des wirtschaftlichen Aufschwungs. Bis 1735 erreichte die jährliche Exportmenge einen Wert von 100.000 Pfund. Für die Kaffeeplantagen wurden jährlich 1500 zusätzliche Sklaven aus Afrika, Indien und Madagaskar auf die Insel gebracht.
1730 verstarb auf der Insel der französische Pirat La Buse.
1735 wurde Bertrand François Mahé de la Bourdonnais erster Generalgouverneur der Île Bourbon und der Île de France (heute Mauritius). Die Île Bourbon verlor dadurch gegenüber ihrer Schwesterinsel Île de France allmählich an Bedeutung. 1738 wurde Saint-Denis anstelle von Saint-Paul die neue Hauptstadt der Insel. 1741 wurden die jungen Einwohner der Insel für den Krieg gegen die Briten in Indien rekrutiert. Die Kaffeeproduktion boomte weiter: 1744 werden bereits 2,5 Millionen Pfund exportiert, und die Insel hat bereits 2500 Einwohner.
Zwischen 1756 und 1763 diente die Insel im Siebenjährigen Krieg als wichtige Basis im Kampf gegen die Briten in Indien.

## Unter königlicher Verwaltung

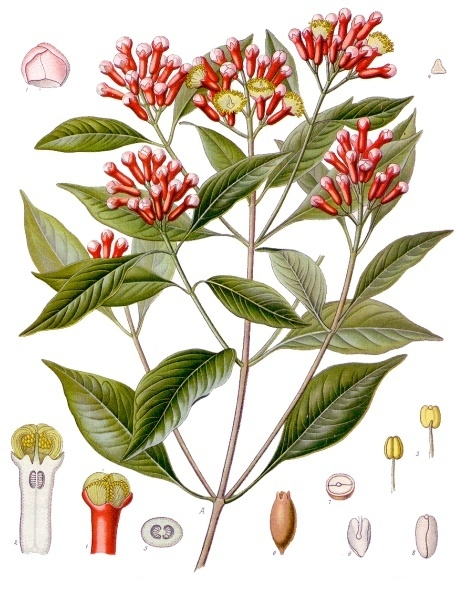
Gewürznelkenbaum

1764 kaufte der König nach dem Scheitern der Compagnie des Indes die Maskarenen zurück. Ab 1769 durften alle Franzosen mit der Insel Handel treiben, ab 1787 auch Angehörige anderer Nationen. Die Insel erfuhr im folgenden Vierteljahrhundert einen erneuten Wirtschaftsaufschwung und war beim Export von Kaffee und vor allem von Gewürzen sehr erfolgreich.  Wichtigste Persönlichkeit im Gewürzhandel war Pierre Poivre, der zahlreiche neue Gewürze einführte. 1772 wurden etwa die ersten Gewürznelken auf der Insel angebaut.
Auch das Verwaltungs- und Rechtssystem der Insel war zahlreichen Veränderungen unterworfen. Am 14. Juli 1767 übernahm Frankreich formell die Oberhoheit über die Maskarenen. 1768 lebten auf der Insel 45.000 Sklaven und 26.284 freie Einwohner. 1788, kurz vor dem Ende der königlichen Ära, lebten auf der Insel 47.195 (freie) Einwohner. Die Maskarenen waren weiterhin ein wichtiges Zentrum des Sklavenhandels. Sklaven stammten vor allem aus Mozambique und Madagaskar, aber wurden auch über Goa verkauft.

## Zeit der Revolution und Napoleons auf der Insel
Die Jahre der Französischen Revolution und Napoléon Bonapartes brachten insbesondere wegen der zahlreichen Nachwirkungen der Kriege eine schwierige Periode für die Insel. 1789 übernahm die während der Revolution gebildete Kolonialversammlung die Verwaltung auf der Insel. Zwischen 1793 und 1795 kam es wegen der weitgehend zusammengebrochenen Versorgung aus dem Mutterland zu schweren Engpässen bei Lebensmitteln, die die Inselbevölkerung aber mit Hilfe der Korsaren überstand.
Die Revolution warf auch die Frage eines neuen Namens für die Insel auf. Zunächst wurde 1793 eine Benennung als Île de Jemmapes erwogen, nach der Schlacht von Jemappes 1792. Am 8. April 1794 erhielt die Insel anstelle der alten Bezeichnung den Namen Île de la Réunion – zu deutsch etwa „Insel der Zusammenkunft“ oder „Insel der Vereinigung“, nach der Vereinigung der Revolutionäre aus Marseille und der Nationalgarden beim Sturm auf die Tuilerien, mit dem der Bourbonenkönig vom Thron verjagt worden war. Neben der Änderung des Namens wurde auch der royalistische Gouverneur verhaftet.
Zu starken Spannungen kam es, als sich die Kolonialversammlung 1795 entgegen den Vorgaben aus Paris weigerte, die Sklaverei abzuschaffen. Anstelle einer vollständigen Abschaffung der Sklaverei stärkte die Versammlung nur geringfügig die Rechte der Sklaven. Im selben Jahr übernahm die Bergpartei die Macht auf Réunion. 1796 wiederholte die Kolonialversammlung formell ihre Weigerung, die Sklaverei abzuschaffen. Ab 1798 wurde Réunion vom Mutterland als „gesetzlos“ oder „vogelfrei“ betrachtet. Die Insel kapselte sich von Frankreich in einer Autonomie ab, und 1799 errichtete die Kolonialversammlung auf der Insel eine Diktatur.
1801, nach der Machtergreifung durch Napoleon, kam Réunion wieder unter französische Kontrolle. Napoleon veränderte den Status der Insel neuerlich, indem er sie einem Generalkapitän (capitaine général) mit Sitz auf der Île de France (Mauritius) unterstellte. Die Kolonialversammlung wurde abgeschafft, die Sklaverei 1802 wieder in vollem Umfang eingeführt. Im August 1806 wurde die Insel zu Ehren Napoleons in Île Bonaparte umbenannt.
1807 verwüsteten mehrere Wirbelstürme und andere Naturkatastrophen alle Kaffee- und Gewürznelkenplantagen. Die Insel richtete ihre Landwirtschaft in Richtung einer anderen, widerstandsfähigeren und bis heute dominierenden Kulturpflanze aus: Zuckerrohr.

## Besetzung durch die Briten
1808 begann die britische Flotte eine Blockade der unverteidigten Insel. Die Briten gingen von 16. bis 25. August 1809 in Sainte-Rose an Land, wurden aber von der Nationalgarde von Saint-Benoît zurückgeschlagen. Am 21. September nahmen die Briten Saint-Paul ein, zogen sich aber unmittelbar darauf wieder zurück.
Am 7. Juli 1810 landeten die Briten bei Grande Chaloupe erneut auf der Insel und zogen in Richtung der Hauptstadt Saint-Denis. Am 8. Juli unterlagen die Franzosen in der sogenannten „Redoutenschlacht“ (französisch bataille de la Redoute), Réunion kapitulierte. Am 9. Juli 1810 erhielt die Insel wieder ihren alten Namen aus dem Ancien Régime: Île Bourbon. Britischen Untertanen war nach einem Gesetz 1807 Sklavenhandel, nicht aber Besitz von Sklaven verboten.
Vom 5.–11. November 1811 brach in Saint-Leu ein Sklavenaufstand aus. Zu dieser Zeit lebten ungefähr 50.000 Sklaven auf der Insel, davon 5.000 in der Umgebung von Saint-Leu, der damaligen Hauptstadt. Sie wurden jedoch durch einen Freigelassenen Kreolen verraten. Am 7. November 1811 drangen die Sklaven in Saint-Lieu ein, nur mit hölzernen Speeren bewaffnet, und versuchten, in der Stadt weitere Waffen zu finden. Die besser bewaffneten weißen Bewohner legten mit Hilfe ihrer Haussklaven einen Hinterhalt und töteten 20 Sklaven. Die britische Kolonialmacht griff trotz mehrfacher Warnungen nicht ein. 145 Sklaven wurden schließlich festgenommen und im Gefängnis von Saint-Denis inhaftiert. 25 von ihnen wurden von der britischen Kolonialmacht zum Tode verurteilt und am 10. April 1812 enthauptet.
Bis 1815 blieb die Insel britisch besetzt, ohne dass diese Periode besondere Spuren in der Geschichte hinterlassen hätte. Am 6. April 1815 wurde die Insel mit dem Vertrag von Paris an das wiedererrichtete Königreich Frankreich zurückgegeben. Die Insel hatte zu diesem Zeitpunkt 68.309 Einwohner, die überwiegende Mehrzahl davon Sklaven. Die Zuckerrohrplantagen hatten sich gut entwickelt, aber die Insel konnte ihren Lebensmittelbedarf nicht mehr selbst decken.
Die 1815 vereinbarte Rückgabe an Frankreich erfolgte nur deshalb, weil die Insel zu dieser Zeit über keinen Hafen verfügte. Erst in der zweiten Hälfte des 19. Jahrhunderts wurde der Hafen von Le Port angelegt. Sklavenhandel war nun wieder bis 1818 erlaubt.

## Restauration und Abschaffung der Sklaverei
In der Ära der Restauration wurden von 1817 bis 1831 über 45.000 neue Sklaven auf die Île Bourbon gebracht. Der Wiener Kongress 1815 hatte den Sklavenhandel zwar formell verboten, die auf den Thron zurückgekehrten Bourbonen tolerierten aber den verdeckten Handel. Nach der Julirevolution 1830 wurde der Sklavenhandel dagegen von der Julimonarchie energisch bekämpft. Die nach dem damaligen Kolonialminister genannten Mackau-Gesetze von 1845 verliehen den Sklaven mehr Rechte und verbesserten so ihre Situation teilweise.

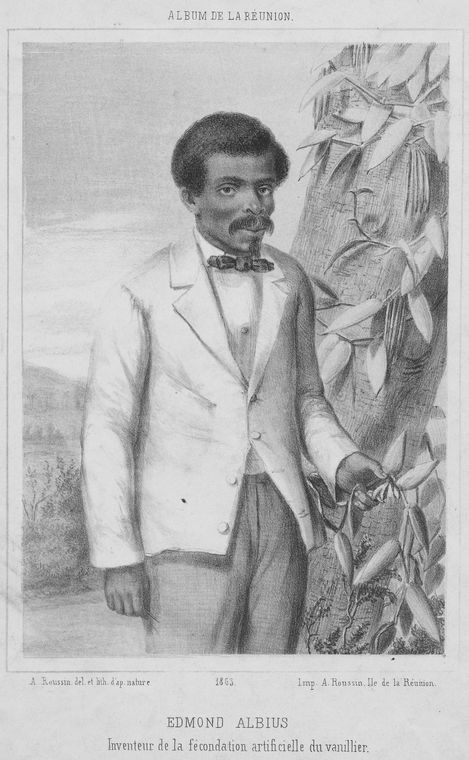
Edmond Albius mit Blättern der Gewürzvanille

Aber auch von der Sklavenfrage abgesehen sind die Jahre wechselvoll für die Insel: 1820 kommt es auf der Insel zu einer Choleraepidemie. 1829 verwüstet ein Wirbelsturm die Insel. 1831 wird eine Handelskammer gegründet und 1832 wird erstmals ein Generalrat gewählt. Die Entdeckung der künstlichen Befruchtung von Vanillepflanzen durch den Sklaven Edmond Albius 1841 eröffnet der Landwirtschaft ein neues bedeutendes Produktionsfeld – die berühmte „Bourbon-Vanille“ erobert die Welt, denn die händische Befruchtung erlaubt die Kultivierung und industrielle Entwicklung der Echten Vanille und bewirkt das Ende des mexikanischen Vanille-Monopols. 1848, nur sieben Jahre nach Albius' Entdeckung, werden von der Insel bereits 50 kg Vanilleschoten nach Frankreich exportiert (50 Jahre später sind es 200 Tonnen, heute liegt die Produktion bei 30 – 40 t Schoten, denn das synthetische Vanillin ersetzt vielfach das Original). Die Einwohnerzahl steigt bis 1848 auf 103.490.
Am 9. Juni 1848 wird die Republik ausgerufen, die Insel erhält nun mit 9. Juli wieder den Namen Île de la Réunion – dieses Mal, um ihre Einheit mit der französischen Nation zu symbolisieren. Schon zuvor, am 27. April, war die Emanzipation der Sklaven verkündet worden, aber es dauert noch bis zum 20. Dezember, dass Joseph Napoléon Sébastien Sarda Garriga, Kommissar der Republik auf Réunion, die endgültige Abschaffung der Sklaverei auf Réunion und damit die Freilassung aller 60.000 Sklaven proklamiert.

## Integration der ehemaligen Sklaven in die Gesellschaft
Auch nach der Abschaffung der Sklaverei blieb Réunion noch bis 1946 eine französische Kolonie. Und auch für die Sklaverei wurde ein sozioökonomisches Nachfolgekonzept gefunden, mit dem die Bediensteten der Plantagenbesitzer weiterhin geknechtet werden konnten: Man entwickelte den engagisme (später auch servilisme genannt), der viele neue Gastarbeiter aus den bisherigen Sklavenherkunftsländern (Madagaskar und Ostafrika, vor allem aber verstärkt auch Indien) nach Réunion brachte, nun zwar auf Basis von Arbeitsverträgen, aber nur sehr schlecht bezahlt. Durch diese Wirtschaftsimmigration explodierte die Bevölkerung der Insel – allein zwischen 1848 und 1882 verdoppelte sich die Bevölkerung –, die zudem durch die zunehmende Überbevölkerung immer stärker von Reisimporten abhängig wurde.
Am 1. Januar 1848 lebten auf Réunion 62.151 Sklaven, die damit 60 % der Gesamtbevölkerung stellten. Mit ihrer Freilassung am 20. Dezember 1848 erhielten sie alle von der Kolonialverwaltung einen bürgerlichen Namen zugewiesen, der ihrem bisherigen Sklavennamen hinzugefügt wurde. Die Freigelassenen blieben entweder bei ihren ehemaligen Besitzern an ihrem angestammten „Arbeitsplatz“, oder sie vagabundierten auf der Insel als schlecht bezahlte Wanderarbeiter. Dabei konkurrierten die ehemaligen Sklaven auf dem nunmehr „freien“ Arbeitsmarkt mit über 100.000 im Rahmen des oben erwähnten engagisme nach und nach neu für die Arbeit auf den Zuckerrohrplantagen rekrutierten Indern (genannt malabars, nach der Malabarküste im Südwesten Indiens) und Afrikanern (genannt cafres, also „Kaffern“).
1849 fanden auf der Insel die ersten Wahlen mit allgemeinem Wahlrecht statt. Am 8. August 1852 wurde Hubert de Lisle erster neuer Gouverneur nach dem Ende der Sklaverei. 1855 wurde in Saint-Denis mit dem Naturhistorischen Museum (Musée d'histoire naturelle de la Réunion) das erste große Museum auf der Insel eröffnet. 1859 wurde die Insel von Cholera- und Pockenepidemien heimgesucht; im selben Jahr endete auch die systematische Einwanderung von Afrikanern. 1860 hatte die Insel bereits 179.190 Einwohner. Am 21. April wurde in Saint-Denis das Rathaus (hôtel de ville) eingeweiht. 1865 brach eine Typhusepidemie aus. 1868 kam es zu einer großen Brandkatastrophe in Salazie. In Saint-Denis brach im gleichen Jahr ein Aufruhr aus, woraufhin für sechs Monate der Belagerungszustand ausgerufen wurde.
1870 betrug die Einwohnerzahl der Insel 193.360. Am 22. Oktober wurde ein Freiwilligenkorps von Kreolen für den Krieg gegen Deutschland nach Europa entsandt. 1878 wurden die Arbeiten für den Bau eines neuen Hafens (heute Le Port) und einer Eisenbahn aufgenommen. Die erste Eisenbahnlinie von Saint-Benoît nach Saint-Denis wurde am 11. Februar, die zweite von Saint-Louis nach Saint-Pierre am 19. Juni 1882 eröffnet. 1885 endete auch die Rekrutierung von Arbeitskräften aus Indien. Am 14. Februar 1886 wurde der künstliche Hafen an der Pointe des Galets (heute Le Port) in Betrieb genommen. Im Jahr 1894 wurde mit der Fertigstellung der Pont suspendu de la Rivière de l’Est auch der äußerste Osten der Insel verkehrstechnisch erschlossen. Bis 1897 ging nach dem Ende der systematischen Zuwanderung die Bevölkerungszahl auf 173.190 zurück.
1900 wurde das erste Kraftfahrzeug auf die Insel gebracht. 1901 exportierte die Insel 41.500 Tonnen Zuckerrohr. 1907 brannte der Badeort Saint-Gilles vollständig nieder, 1910 das Lycée de la Réunion in Saint-Denis (heute als Lycée Leconte de Lisle wiederaufgebaut). 1911 wurde von den beiden kreolischen Intellektuellen Marius und Ary Leblond das Musée des Beaux-Arts (Musée Léon Dierx) geschaffen. 1913 wurde die Académie von Réunion eingerichtet, die alle Bildungseinrichtungen auf der Insel zusammenfasste und koordinierte.
1914 kam es bei den Wahlen zur Nationalversammlung zu blutigen Unruhen mit 14 Toten und 300 Verletzten. Nach Ausbruch des Ersten Weltkriegs dienten erneut Kreolen in der französischen Armee in Europa.
Nach dem Ersten Weltkrieg nahmen die Exporte nach Europa wieder stark zu – 1923 wurden von Réunion aus unter anderem Zucker, Vanille, Maniok, Rosengeranienöl, Ylang-Ylang-Öl, Vetyver, Kaffee, Kakao, Tee, Tabak, diverse Nüsse, Aloe, Mais, Obst und Gemüse exportiert. 1925 wurde eine regelmäßige Passagierschifffahrtslinie zwischen Marseille und Le Port eingerichtet. Im Dezember 1936 wurde zum ersten Mal Post auf dem Luftweg zwischen Le Bourget und dem Flughafen Gillot in Saint-Denis befördert.

## Nach dem Zweiten Weltkrieg
Nach dem Zweiten Weltkrieg wurde Réunion am 19. März 1946 als Überseedépartement (département d’outre-mer) und damit als integraler Bestandteil Frankreichs in die neu gegründete Vierte Republik integriert. Diese départementalisation beendete die Kolonialzeit auf Réunion und löste eine starke Modernisierung und beschleunigte wirtschaftliche und soziale Entwicklung der Insel aus.
Besonders die wirtschaftlichen Umwälzungen in der zweiten Hälfte des 20. Jahrhunderts sind beträchtlich: Die koloniale Plantagenwirtschaft wird von einer westeuropäisch inspirierten Konsumgesellschaft abgelöst, wobei aber die Wirtschaft auf Réunion selbst fragil und unausgewogen bleibt, mit einem aufgeblähten tertiären Sektor – eine Situation, die durch die erheblichen Sozialtransfers (gleiche Sozialstandards wie im französischen Mutterland) noch weiter verschärft wird. Die Bevölkerung verdreifacht sich innerhalb von fünfzig Jahren und steigt von 227.000 im Jahr 1946 auf 770.000 im Jahr 2005.
1948 verwüstete ein Wirbelsturm mit Windgeschwindigkeiten von 300 km/h weite Teile der Insel, hinterließ 165 Tote und Schäden in Höhe von drei Milliarden CFA-Franc. Mit Inkrafttreten der Römischen Verträge von 1957 wurde Réunion Teil der Europäischen Wirtschaftsgemeinschaft (später EG). Die Bevölkerungszahl lag 1962 bei 354.294.
Am 6. Mai 1963 wurde Michel Debré erstmals von der Bevölkerung Réunions in die Nationalversammlung gewählt. In den darauffolgenden Jahren organisierte Debré eine bis heute heftig umstrittene beispiellose Umsiedlung von über 1000 Kindern auf das französische Festland, die aus ihren Familien herausgerissen werden, um bevölkerungsschwache Départements (z. B. Creuse) zu verstärken.
1964 wurde das Speicherkraftwerk Takamaka eröffnet. 1965 wurde im Süden der Insel ein eigenes Arrondissement mit Saint-Pierre, dem wirtschaftlichen Zentrum des Inselsüdens, als Hauptstadt errichtet. Von 1974 bis 1997 befand sich auf Reunion ein Sender des OMEGA-Navigationssystems, dessen 1999 abgerissener Sendemast seinerzeit das zweithöchste Bauwerk der Südhalbkugel war. Am 1. Januar 1975 wurde der Réunion-Franc durch den französischen Franc ersetzt, um die wirtschaftliche Integration in das Mutterland zu verstärken. 1976 errichtete die katholische Kirche ein eigenes Bistum auf Réunion; erster Bischof von Réunion wurde Gilbert Aubry. Am 5. März 1976 wurde nach 29-monatiger Bauzeit die 11,7 km lange und 230 Millionen Franc teure Küstenstraße von Saint-Denis nach La Possession eröffnet. 1978 fanden die ersten Spiele des Indischen Ozeans auf Réunion statt.
Die Dezentralisierungsreformen des Innenministers Gaston Defferre unter dem neuen sozialistischen Staatspräsidenten François Mitterrand machten das Überseedépartement Réunion 1982 gleichzeitig zu einer Überseeregion (région d'outre-mer). Als erster Regionalrat Frankreichs wurde am 2. März 1983 jener von Réunion direkt vom Volk gewählt. Am 1. Januar 1996 wurde unter dem neuen gaullistischen Staatspräsidenten Jacques Chirac das Sozialsystem auf Réunion endgültig an das im französischen Mutterland angeglichen. Mit dem Vertrag von Amsterdam 1997 erhielt Réunion innerhalb der Europäischen Union einen Sonderstatus als „Region in äußerster Randlage der Union“ (région ultra-périphérique) mit diversen Handelserleichterungen zur Förderung der Wirtschaft. 1999 stieg die Einwohnerzahl auf Réunion über 700.000.